# موته إيجيده
موته بوروب إيجيده (باللغة الجرينلاندية Múte Bourup Egede من مواليد 11 مارس 1987 ) هو سياسي جرينلاندي شغل منذ منصب رئيس وزراء جرينلاند من أبريل 2021 حتى مارس 2025.
كما أنه عضو في برلمان جرينلاند منذ 2015، ويرأس حزب مجتمع الشعب الجرينلاندي منذ 2018.